# Lysandra langhami
Lysandra langhami är en fjärilsart som beskrevs av Romei 1927. Lysandra langhami ingår i släktet Lysandra och familjen juvelvingar. Inga underarter finns listade i Catalogue of Life.